# IC 123
IC 123 је спирална галаксија у сазвјежђу Кит која се налази на листи објеката дубоког неба у Индекс каталогу.
Деклинација објекта је + 2° 26' 49" а ректасцензија 1h 28m 51,4s. Привидна величина (магнитуда) објекта IC 123 износи 14,3 а фотографска магнитуда 15,1. IC 123 је још познат и под ознакама MCG 0-4-161, CGCG 385-157, ARAK 49, UM 105, NPM1G +02.0057, PGC 5524.